# فيرنر يانسين (كاتب)
فيرنر يانسين (بالألمانية: Werner Janssen)‏ هو كاتب وفيلسوف وشاعر ألماني وهولندي، ولد في 7 أغسطس 1944 في مونشنغلادباخ في ألمانيا.